# Dmitri Walerjewitsch Treschtschow

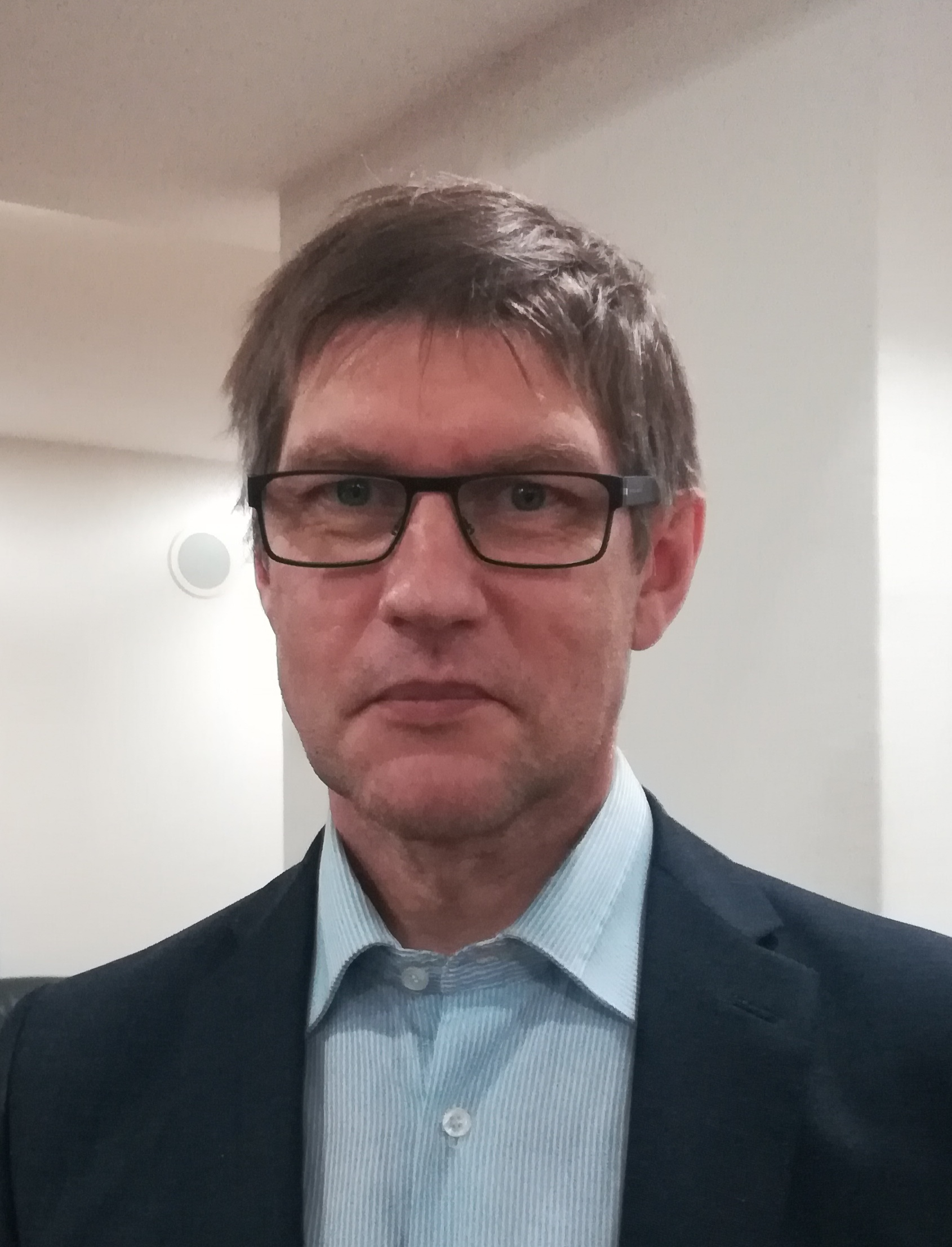
Dmitri Walerjewitsch Treschtschow

Dmitri Walerjewitsch Treschtschow, russisch Дмитрий Валерьевич Трещёв, englische Transkription Dmitrii Valer'evich Treshchev, (* 25. Oktober 1964 im Olenegorsk, Oblast Murmansk)  ist ein sowjetischer Mathematiker und Mechanik-Experte.
Treschtschow studierte an der Lomonossow-Universität mit der Promotion 1988 (Dissertation: Geometrische Methoden der Untersuchung periodischer Orbits dynamischer Systeme) und Habilitation 1992. Er ist seit 2017 Direktor am Steklow-Institut in Moskau, an dem er seit 2005 forscht, und seit 1998 Professor an der Lomonossow-Universität. Seit 2006 leitet er die Abteilung theoretische Mechanik.
Er befasst sich mit dynamischen Systemen, speziell Integrabilität, dynamische Stabilität, KAM-Theorie, Separatrix-Aufspaltung, Arnold Diffusion, Chaos in Hamiltonschen Systemen, Ergodentheorie und Mittelungsmethoden in Systemen mit schnellen und langsamen Komponenten.
2007 erhielt er den Ljapunow-Preis. Er ist seit 2003 korrespondierendes und seit 2016 volles Mitglied der Russischen Akademie der Wissenschaften. 2002 war er Vortragender auf dem Internationalen Mathematikerkongress in Peking (Continuous averaging in dynamical systems).

## Bücher
- V. V. Kozlov, D. V. Treshchev: Billards: A Genetic Introduction to the Dynamics of Systems with Impacts, American Mathematical Society 1991
- Treshchev: Einführung in die Störungstheorie Hamiltonscher Systeme, Moskau 1998 (Russisch)